# 廖文元
廖文元，汉军正黄旗人，是一名清朝政治人物。貢生出身。
1650年，接替卢士俊任松江府知府一职，任内为官贪婪。1653年，由李正华接任。